# Ларсен и Тубро
Ларсен и Турбо Лимитед (енгл. Larsen & Toubro Limited) такође познат као L&T индијски мултинационални конгломерат са седиштем у граду Мумбају, у савезној држави Махараштра у Индији. Основао га је дански инжењер који се настанио у Индији, удружувши финансијска средства са својим индијским партнерима. Компаније остварује профит из различитих врста делатности као што су инжењеринг, грађевинарство, производња робе, информационе технологије и финансијске услуге, и има своја представништва на Блиском истоку и у другим деловима азије Азије. 
L&T ја највећа индијска фирма у области инжињерства и грађевинарства. Према подацима из 2013. године ова компанија постала је предводник у сектору инжењеринга и грађевинарства и 2010. добила је награду године од Економик Тајмса.